# Cromlech de Lissyviggeen
Le cromlech de Lissyviggeen, connu également sous le nom des « Sept Sœurs » (Seven Sisters), est un cercle de pierres situé près de la ville de Killarney, dans le comté de Kerry, en Irlande.

## Situation
Le cromlech est situé à environ trois kilomètres à l'est de Killarney. Un menhir se trouve à environ trois kilomètres au nord-ouest du cromlech.

## Description

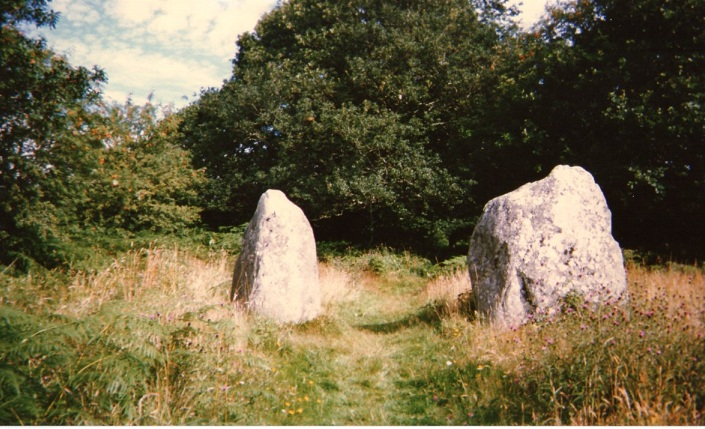
Vue des deux menhirs situés à proximité du cromlech.

Il s'agit d'un cercle de 4,30 m de diamètre composé de sept pierres d'une hauteur comprise entre 0,90 m et 1,10 m ; le cercle de pierres est entouré d'un henge.
À l'extérieur du cercle se dressent deux menhirs d'une hauteur de 2,30 m et de 2,10 m.
Ce monument mégalithique fut érigé entre -2900 et -2200.